# Faustino (nome)
Faustino  è un nome proprio di persona italiano maschile.

## Varianti
- Femminili: Faustina[1][3][4]

### Varianti in altre lingue
- Basco: Paustin[5]
- Casciubo: Faùstin
- Catalano: Faustí[5]
- Francese: Faustine
  - Femminili: Faustine[3][4]
- Galiziano: Faustino[5], Faustiño[5]

- Latino: Faustinus[1][2][4]
  - Femminili: Faustina[1][3][4]
- Polacco: Faustyn
  - Femminili: Faustyna

- Portoghese: Faustino[2]
- Russo: Фаустин (Faustin)
- Spagnolo: Faustino[2][5]
  - Femminili: Faustina[4]

## Origine e diffusione
Deriva dal latino Faustinus, un cognomen basato sul nome Fausto, che significa "di Fausto", "appartenente a Fausto", "relativo a Fausto" e via dicendo. Ad oggi può anche costituire semplicemente un diminutivo di Fausto.
La forma femminile Faustina, già assai diffusa in tempi romani, è rimasta in uso, specialmente in Italia e in Spagna, grazie al culto di alcune sante che l'hanno portata.

## Onomastico
Sia al maschile che al femminile, furono diversi i santi con questo nome; l'onomastico si può festeggiare in memoria di uno qualsiasi di loro, alle date seguenti:
- 19 gennaio, santa Faustina di Como, religiosa benedettina[7]
- 15 febbraio, san Faustino, martire con san Giovita a Brescia[7]
- 8 marzo, san Faustino Míguez González, religioso scolopio[7]
- 10 giugno, santa Faustina di Cizico, martire[7]
- 9 luglio, santa Faustina, martire a Roma con santa Floriana[7]
- 29 luglio, san Faustino, martire a Roma con Simplicio, Viatrice e Rufo[7]
- 5 ottobre, santa Faustina Kowalska, religiosa[7]

## Persone

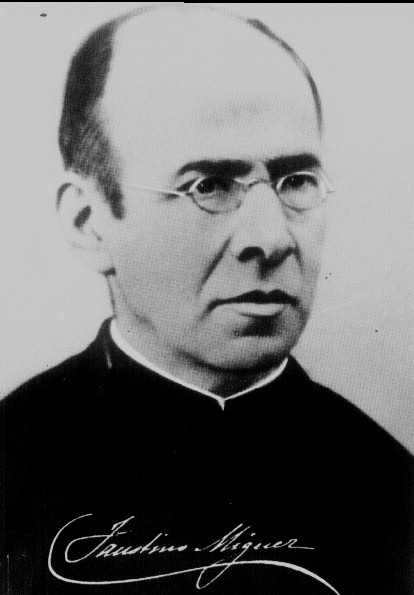
Faustino Míguez González

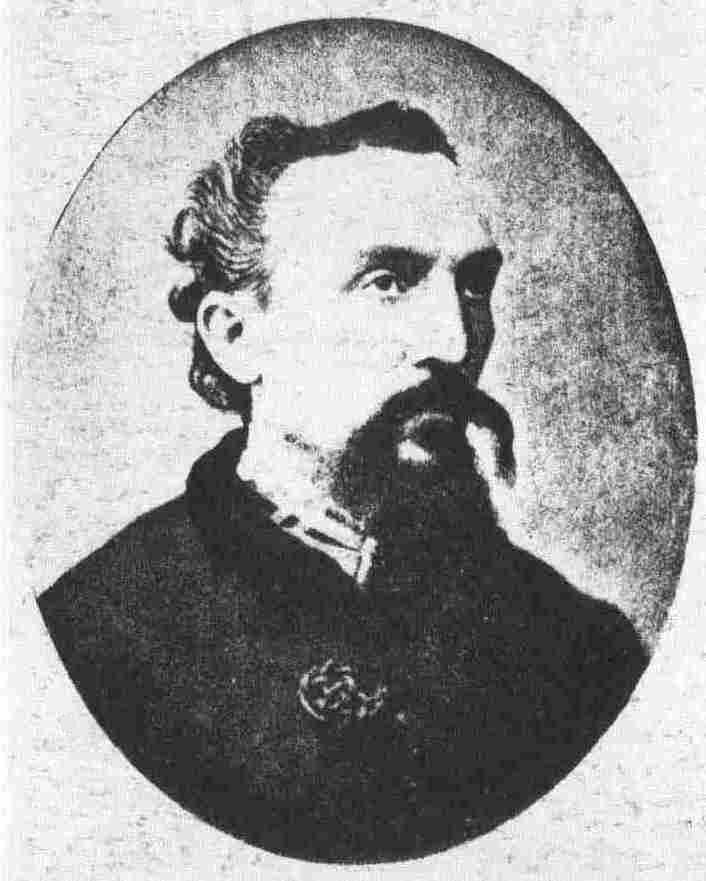
Faustino Tanara

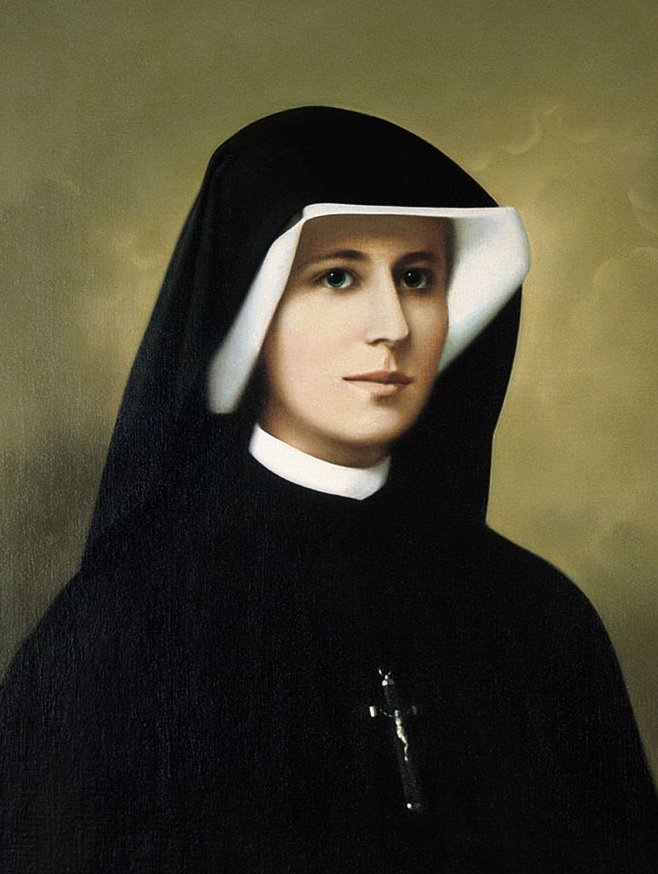
Faustina Kowalska

- Faustino, usurpatore contro Tetrico
- Faustino di Brescia, vescovo italiano
- Faustino di Potentia, vescovo romano
- Faustino Alonso, calciatore paraguaiano
- Faustino Anderloni, incisore italiano
- Faustino Ardesi, calciatore e allenatore di calcio italiano
- Faustino Arévalo, latinista spagnolo
- Faustino Asprilla, calciatore colombiano
- Faustino Barbina, politico italiano
- Faustino Bocchi, pittore italiano
- Faustino Fernández Ovies, ciclista su strada spagnolo
- Faustino Goffi, calciatore italiano
- Faustino Giuseppe Griffoni, vescovo cattolico italiano
- Faustino Harrison, politico e notaio uruguaiano
- Faustino Malaspina, politico italiano
- Faustino Míguez González, sacerdote spagnolo
- Faustino Oramas, cantante, chitarrista e compositore cubano
- Faustino Pérez-Manglano Magro, laico spagnolo dichiarato venerabile dalla Chiesa cattolica
- Faustino Perisauli, umanista italiano
- Faustino Rupérez, ciclista su strada spagnolo
- Faustino Sanseverino, politico italiano
- Domingo Faustino Sarmiento, politico argentino
- Faustino Tanara, patriota e militare italiano
- Faustino Turra, calciatore italiano

### Variante Faustin
- Faustin Ambassa Ndjodo, arcivescovo cattolico camerunese
- Faustin Soulouque, politico haitiano
- Faustin-Archange Touadéra, politico centrafricano

### Variante femminile Faustina
- Faustina, moglie di Costanzo II
- Faustina maggiore, moglie di Antonino Pio
- Faustina minore, moglie di Marco Aurelio
- Annia Faustina, moglie di Eliogabalo
- Flavia Massima Faustina Costanza, figlia di Costanzo II
- Faustina di Cizico, santa romana
- Faustina di Como, religiosa italiana
- Faustina Bordoni, mezzosoprano italiano
- Faustina Kowalska, religiosa polacca
- Faustina Maratti, poetessa italiana